# Oskar Heinrich Thomas
Oskar Heinrich Thomas   (Berga/Elster, 28 de juny de 1872 - Zúric, 22 de febrer de 1946) fou un violinista alemany. Estudià en els conservatoris de Weimar i Leipzig i el 1894 fou nomenat professor de violí de l'Acadèmia de Música de Zúric. És autor de l'obra didàctica Natürliches Lehrsystem des Violinspiels.